# Ждяр-над-Сазавоу
Ждяр-над-Са́завоу, Ждяр-над-Сазавой (чеш. Žďár nad Sázavou, бывш. нем. Saar, лат. Sar, прошлое название — Město Žďár na Moravě) — город и одноимённый районный центр расположен в краю Высочина, Чехия.

## История
Около 1100 года рядом с нынешним Ждярским замком возникла торговая деревня на земской торговой тропе у брода через Сазаву. Позднее, после основания в 1252 году паном Бочеком из Обржан рядом с деревней цистерцианского монастыря «Кладезь Благословенной Девы Марии», деревня была переселена на территорию нынешнего района Старе-Место (городская часть Ждяр-над-Сазавоу 3) и вскоре после того — в места рядом с костёлом Святого Прокопа (нынешнее историческое ядро города). Ждяр был выстроен как торговое местечко и в 1293 году впервые упоминается заседающий в Ждяре суд, в юрисдикцию которого входил не только собственно Ждяр, но и всё панство Ждярского монастыря цистерцианцев. Во время гуситских войн монастырь был сожжён, и с того времени, несмотря на существенную помощь Йиржи из Подебрад в восстановлении монастыря, его значение стало падать.
Статус города Ждяр-над-Сазавоу получил в начале XVII века.

## Достопримечательности
Рядом с городом находится известная Паломническая церковь св. Иоанна Непомуцкого, которая в 1994 году была внесена в список памятников ЮНЕСКО.

## Городские части
- Ждяр-над-Сазавоу 1 — включает районы Старе-Место, Нове-Место, Дольни-Либушин
- Ждяр-над-Сазавоу 2 — включает район Замок, который также является отдельной кадастровой территорией
- Ждяр-над-Сазавоу 3 — включает район Сталинград
- Ждяр-над-Сазавоу 4 — включает районы У-Прумислове-Школы, Горни-Либушин
- Ждяр-над-Сазавоу 5 — включает район Височани
- Ждяр-над-Сазавоу 6 — включает район Надражи – Пршеднадражи
- Ждяр-над-Сазавоу 7 — включает район Под-Водойемем
- Ждяр-над-Сазавоу 8
- Мелковице
- Радонин
- Стржанов (отдельная кадастровая территория)
- Веселичко (отдельная кадастровая территория)

## Экономика
Сегодня город — туристический центр, зимой пользуется популярностью как горнолыжный ареал, в летнее время как среди велосипедистов.
Завод ŽĎAS.

## Население
| Год  | Численность | Численность |
| ---- | ----------- | ----------- |
| 1869 | 4338        | [ 6 ]       |
| 1880 | 4026        | [ 6 ]       |
| 1890 | 3842        | [ 6 ]       |
| 1900 | 4124        | [ 6 ]       |
| 1910 | 4666        | [ 6 ]       |
| 1921 | 4655        | [ 6 ]       |
| 1930 | 4674        | [ 6 ]       |
| 1950 | 4936        | [ 6 ]       |
| 1961 | 10 305      | [ 6 ]       |
| 1970 | 15 686      | [ 6 ]       |
| 1980 | 20 864      | [ 6 ]       |
| 1991 | 23 191      | [ 7 ]       |
| 2001 | 24 289      | [ 6 ]       |
| 2014 | 21 669      | [ 8 ]       |
| 2016 | 21 335      | [ 9 ]       |
| 2017 | 21 160      | [ 10 ]      |
| 2018 | 20 994      | [ 11 ]      |
| 2019 | 20 847      | [ 12 ]      |
| 2020 | 20 717      | [ 13 ]      |
| 2021 | 20 485      | [ 14 ]      |
| 2022 | 20 338      | [ 15 ]      |
| 2023 | 20 519      | [ 16 ]      |
| 2024 | 20 525      | [ 17 ]      |
| 2025 | 20 404      | [ 3 ]       |

## Города-побратимы
- Керанн, Франция
- Флобек, Бельгия
- Хуст, Украина
- Шмёльн, Германия